# 竹嶺信号場
竹嶺信号場（チュンニョンしんごうじょう）または竹嶺駅（チュンニョンえき）は、大韓民国忠清北道丹陽郡にかつて存在した韓国鉄道公社の駅である。

## 利用可能な路線
- 韓国鉄道公社
  - 中央線

## 歴史
- 1942年4月1日：開業。
- 2008年3月10日：旅客取扱中止。
- 2020年12月13日：複線電化新線への切り替えに伴い廃止。

## 隣の駅
韓国鉄道公社
中央線
丹陽駅 - (丹城駅) - 竹嶺信号場 - 喜方寺駅